# تپه علی‌آباد باباجانی
تپه علی‌آباد باباجانی مربوط به عصر برنز - عصر آهن - دوره اشکانیان است و در شهرستان دالاهو، بخش مرکزی، دهستان حومه کرند، ۵۰۰ متری شرق جاده گاودانه خور، ۲/۲ کیلومتری شمال شرق روستا واقع شده و این اثر در تاریخ ۶ اسفند ۱۳۸۵ با شمارهٔ ثبت ۱۷۵۷۶ به‌عنوان یکی از آثار ملی ایران به ثبت رسیده است.